# 京極氏遺跡
座標: 北緯35度23分40秒 東経136度24分39秒 / 北緯35.39444度 東経136.41083度
京極氏遺跡（きょうごくしいせき）は、滋賀県米原市上平町ほかにあった城館および寺院。2004年2月27日、国の史跡に指定された。指定名称は「京極氏遺跡 京極氏城館跡 弥高寺跡」である。

## 京極氏の出自と略史
京極氏は、宇多源氏の流れを汲む佐々木氏の一族である。鎌倉時代の佐々木信綱は承久の乱（1221年）において幕府方で活躍した。信綱の四男・氏信が京極氏の祖である。『寛政重修諸家譜』によれば、氏信は父信綱の所領であった近江国愛智郡、犬上郡、坂田郡、伊香郡、浅井郡、高嶋郡の6郡の守護となり、京都の京極高辻（現在の京都市下京区寺町通高辻下る京極町付近）にあった邸を譲り受けて京極氏を称したという。
鎌倉・室町時代を通じて、近江国守護職は、佐々木氏一族の六角氏がほぼ独占していた。しかしながら、北近江においては京極氏が広大な所領を有し、軍事指揮権を掌握するなど、強大な権力を有していた。こうした、近江国における京極氏の立場についてはさまざまな見方がある。近江における勢力を六角氏と二分していたという意味で、京極氏を近江国の「半国守護」「分郡守護」とする見方が古くからある一方で、これを認めない立場もある。いずれにしても、京極氏が近江国の守護職に任じられたのは、ごく限られた時期にすぎなかった。婆娑羅大名として知られる京極高氏（佐々木道誉）は建武5年（1338年）に近江国守護職に任じられ、その130年後の文明元年（1469年）には京極持清が同職に任じられているが、これらはきわめて例外的な事例であり、原則的には六角氏が近江国守護職をほぼ独占していた。
永正2年（1505年）、京極高清は長らく続いていた一族の内紛を収め、それまで京極氏の拠点であった柏原館（米原市清滝）から、伊吹山麓の上平寺へ居館を移した。館の周辺には城下町が築かれ、家臣団の屋敷群もあった。その後、大永3年（1523年）には、高清の執政であった上坂信光の専横と、高清の跡目争いが原因となって、国人衆による一揆が発生。京極氏館は攻め落とされた。以後は国人衆の力が京極氏を圧倒するようになり、浅井亮政が実権を握ることとなった。

## 京極氏城館跡

### 概観
伊吹山麓の京極氏館が北近江支配の拠点となっていたのは、16世紀初頭の20年足らずの間にすぎなかったが、京極氏の館と庭園、城下町、家臣団屋敷群の遺跡に加え、詰めの城であった上平寺城跡、軍事拠点としての役割が大きかった山寺の弥高寺（やたかじ）跡など、関連遺跡群が良好に保存されている。これらの京極氏遺跡は、戦国大名による地域支配の実態を具体的に知ることのできる遺跡として重要である。

### 館跡（上平寺館）
江戸時代初期に作成された「上平寺城絵図」（米原市教育委員会蔵）に、伊吹山南麓にあった京極氏館と城下町、家臣団屋敷群の様子が描かれており、現存する遺構はこの絵図に一致している。上平寺集落の北側の奥に京極氏の館跡があり、敷地は南北250メートル、東西170メートルを測る。館と城下町との間は内堀で仕切られている。敷地奥に伊吹神社があり、神社の参道両脇には一族や重臣の屋敷地が配され、「上平寺城絵図」によれば「弾正屋敷」「隠岐屋敷」「蔵屋敷」「厩」などがここにあった。神社の手前右側が「御屋形」で、敷地は幅35メートル、奥行54メートルを測る。奥に庭園があり、庭園に面した建物跡からは約30個の礎石が検出されている。礎石の配置から、ここには周囲に縁を設けた主建物と、これに平行して建つ小建物の2棟があったことがわかる。
庭園は2つの池を中心とした池泉鑑賞式であった。「上平寺城絵図」には「御屋形様御自愛泉石」とある。庭石は一部抜き取られているが、滝組石、水分（みくまり）石、虎石などと称される景石が残っている。建物付近からは多数の土師（かわらけ）の皿のほか、中国から輸入された青磁や白磁の破片、竿秤（さおばかり）の錘（おもり）などが出土した。この時代の武家庭園は儀式や饗宴の場としての役割を果たしていた。出土した土師皿は宴席での酒杯として用いられたもので、庭園に面した建物は饗宴や儀式が行われる会所的なものだったと思われる。この庭園は戦国時代の武家庭園の遺構のうち、作庭年代の明らかなものとして貴重である。
「上平寺城絵図」によれば、内堀の外（南）には「諸子屋敷」（武家屋敷）、「町屋敷」（京極氏直属の商工業者の屋敷）などが建ち並んでいた。さらに南の外堀の外には「市店民屋」（一般の民家や店）があった。この城下町は、東が藤古川の渓谷、西が尾根と家臣団の屋敷地で区切られ、南は外堀で区切る総構であった。地区の南には北国脇往還が東西に通じていた。

### 家臣団屋敷跡
城下町の南西の高殿と呼ばれる地区に家臣団の屋敷跡があった。「上平寺城絵図」を見ると、この地区には「若宮」「加州」「浅見」「黒田」「多賀」「西野」という6家の名前が記載されている。発掘調査により、建物の礎石、石組溝、石垣、土塁、砂利敷の道跡などが検出されている。

### 上平寺城跡
京極館跡の背後の尾根上に築かれた城で、平時の居城ではなく、有事に備えた詰めの城である。最高部の主郭は標高669メートルに位置する。上平寺城という名称からは、当地に同名の寺があったことが想定されるが、それらしき寺院跡は確認されていない。城は主郭、二ノ丸、三ノ丸が南北に連なる連郭式で、主郭と二ノ丸の周囲には土塁をめぐらす。三ノ丸と二ノ丸の間には竪堀を掘り、ここに設けられた土橋を通って二ノ丸へ進むと、両側を土塁で囲まれた虎口構えになっている。三ノ丸手前の斜面には、敵の動きを封じるための畝状竪堀群が掘られ、主郭の北側には尾根を断ち切る大堀切があって、背後の護りを固めている。
大永3年（1523年）の国人一揆後、京極氏は城から撤退している。それから半世紀後の元亀元年（1570年）、浅井長政は美濃の織田信長の侵攻に備えるため、朝倉氏の力を借りて上平寺城を改造した。『信長公記』の同年6月条には、長政が越前衆を呼んで「たけくらべ、かりやす」の両所に要害を構えたとの記事がある。「たけくらべ」は米原市柏原にあった長比城、「かりやす」（苅安）は上平寺城のことである。現在残る畝状竪堀群や大堀切は京極氏時代のものではなく、長政によって整備されたものである。なお、浅井氏の城番の堀秀村が信長に内通したため、上平城は戦わずして開城し、廃絶した。

## 弥高寺跡
伊吹山から南に伸びる、標高700メートル前後の尾根上に寺跡がある。上平寺城跡から見れば、谷を隔てた西側に位置する。伊吹山（標高1,377メートル）は古代から山岳修験の霊地であった。『日本三代実録』元慶2年（878年）2月13日条に、弥高寺の前身にあたる伊吹山護国寺が朝廷から定額寺に列せられたとの記事がある。同条によれば、伊吹山護国寺は、山林修行者の三修が仁寿年間（851年 - 854年）に草創したという。伊吹山には、伊吹四箇寺と呼ばれる弥高寺、太平寺、観音寺、長尾寺の4か寺があり、これらを総称して伊吹山寺といった。本坊裏手の墓地からは、13世紀から15世紀の蔵骨器（陶器）が出土している。
『船田後記』によれば、京極政高は明応4年（1495年）弥高寺にいたことがわかり、『 今井軍記』によれば、翌明応5年（1496年）には京極高清が弥高寺に陣所を設けていた。この頃すでに弥高寺は京極氏の出城として利用されていたことがわかり、永正2年（1505年）の上平寺館整備後も同様の機能を果たしていたとみられる。寺地は南北300メートル、東西250メートルを測り、その中心に南北59メートル、東西68メートルの平坦地（本坊跡）がある。ここに本堂、僧坊などがあった。本堂跡では径90センチ以上の礎石が検出されているが、遺構の残存状況がよくなく、建物の構造形式は不明である。他に柱間3間×6間の礎石建物跡があり、僧房であったとみられる。本坊跡からは、香炉、花瓶（けびょう）、仏像の宝冠、錫杖の石突などの仏具のほか、土師皿、甕などが出土している。
本坊の南方には大門があり、本坊と大門の間は方形に整然と区画され、60を数える坊舎が存在した。参道は大門前で西へ屈曲しており、城門のような桝形虎口を形成していた。大門前の斜面には敵の動きを封じるための畝状竪堀群が掘られている。さらに本坊の背後には尾根を断ち切る大堀切と畝状竪堀群が整備されている。桝形虎口や大規模な堀切は、京極氏の時代に造られたものとは思われず、元亀元年（1570年）に浅井・朝倉氏が上平寺城を改造した際に弥高寺もともに改造したものとみられる。
寺は永正9年（1512年）に兵火に遭うが、その後も存続し、浅井氏の滅亡（1573年）後も存続していたが、天正8年（1580年）西山麓へ移転した。